# Filhos do Amor Misericordioso
Os Filhos do Amor Misericordioso (em latim Congregatio Filiorum Amoris Misericordis) são um Instituto Religioso masculino de Direito Pontifício fundados pela Religiosa espanhola Beata Maria Esperanza de Jesús, na metade do século XX. Os religiosos desta Congregação colocam depois do nome a sigla F.A.M. Esta congregação se difere das demais não tanto por seu particular carisma de propagar o amor e a misericórdia de Deus no mundo, nem, tampouco, pelas obras de caridade que realiza, mas por sua específica missão voltada para a união com o clero diocesano, de tal modo que, um sacerdote diocesano pode vir a fazer parte da congregação FAM (Filhos do Amor Misericordioso), mediante a profissão dos conselhos evangélicos, em igualdade de direitos e deveres com os demais religiosos, sem no entanto mudar sua condição canônica. Esta particular modalidade de consagração introduz uma novidade no âmbito da vida consagrada na Igreja Católica até agora não legislado pelo Código de Direito Canônico (em latim Codex Iuris Canonici; CIC).
Os Sacerdotes Diocesanos Filhos do Amor Misericordioso (sigla S.D.F.A.M.) ou Sacerdotes Diocesanos com votos, entretanto, conseguiram sua aprovação pontifícia somente em 26 de maio de 2005, tamanha era o imbróglio para o direito eclesiástico em lidar com esta peculiaridade até então inexistente na Igreja Católica.  Não obstante, os membros admitidos a esta modalidade de pertença observam além das Constituições dos Filhos do Amor Misericordioso os estatutos próprios que descrevem os pormenores de sua atuação nas Igreja Particulares. Estes sacerdotes diocesanos consagrados na congregação FAM tem a específica missão de trabalharem no âmbito da diocese,  em colaboração e obediência direta ao próprio bispo diocesano, sendo este considerado seu primeiro e imediato superior (voto de obediência), sem excluir a obediência ao superior religioso no que tange às questões que envolvem a vida religiosa. No entanto, unidos aos demais religiosos FAM, eles se empenham em alcançar a perfeição da própria vida (voto de castidade), abdicam de seus bens pessoais (voto de pobreza) e participam amplamente da vida comunitária junto aos demais membros, podendo, inclusive, vir a ocupar os cargos de governo na congregação religiosa. Em alguns casos, os sacerdotes diocesanos com votos pertencentes a uma mesma diocese, com a anuência do bispo diocesano, se unem numa vida comum, partilhando entre si os seus bens, mantendo uma vida orante e trabalhando juntos segundo o carisma e as constituições da Congregação.

Os estatutos para os Sacerdotes Diocesanos Filhos do Amor Misericordioso assim os definem:
"Os SDFAM são clérigos diocesanos consagrados que, sem mudar sua condição canônica, se agregam individualmente ao Instituto religioso dos Filhos do Amor Misericordioso mediante a profissão dos conselhos evangélicos de castidade, pobreza e obediência (cf. Cân. 573) e participam da vida comum [...]. Estes sacerdotes, participando com os confrades de uma única vocação e do mesmo dom da graça, perseguem as mesmas finalidades da Congregação, segundo modalidades próprias e de forma compatível com os compromissos diocesanos... Se empenhando com particular interesse no fim primário da Congregação, de acordo com as Constituições, trabalham pela unidade do clero diocesano e pela sua santificação, animados por um espírito de concreto serviço fraterno."
Já as Constituições dos Filhos do Amor Misericordiosos, Artigo 20, assim se referem aos SDFAM:
"Os sacerdotes unidos segundo a norma do artigo 10 [das Constituições], sem prejudicar o seu carácter diocesano devem ser considerados como membros do Instituto. Conscientes do benefício que esta forma de consagração pode trazer ao Clero e à própria Congregação, todos são chamados a aplicá-la de acordo com suas finalidades específicas.
O sacerdote que deseja viver em união com os Filhos do Amor Misericordioso por meio dos votos pode sempre fazê-lo, mas com o único propósito de que este seja o canal através do qual o Bom Jesus comunica sempre mais as suas graças para ajudá-lo a santificar-se e fazer com que o seu ministério seja frutuoso com as almas. Por este motivo, os sacerdotes Diocesanos com votos tem pleno direito a participar na vida de comunidade do Instituto, de modo que religiosos e sacerdotes diocesanos se ajudem fraternalmente com 'o bom exemplo da caridade, o amor à pobreza, e o espírito de sacrifício e de mortificação'. 
O profundo inserimento destes sacerdotes Diocesanos no centro da congregação é expressão peculiar da união fraterna que os Filhos do Amor Misericordioso são convocados a perseguir no confronto do Clero; ao mesmo tempo, é também instrumento valioso para uma ação apostólica mais eficaz na Presbitério."
Outra novidade trazida pela Congregação FAM diz respeito às origens de sua fundação. Pela primeira vez na história da Igreja Católica, reconhecidamente, a fundação de uma congregação masculina é atribuída a uma mulher, razão pela qual houve muitos impasses para sua aprovação pela Santa Sé, obtida em definido somente a 12 de junho 1983, quase 32 anos depois de sua fundação. A fundadora tratava-se de Madre Esperança, que recebera do próprio Jesus, por meio de visões e diálogos místicos frequentes, o encargo de ser fundadora de uma congregação de religiosos e sacerdotes. A Religiosa, no entanto sabia das dificuldade que devia enfrentar para cumprir a sua missão. Já em 28 de março de 1929 Madre Esperança escreve no seu diário:
"O Bom Jesus me disse que chegou a hora de escrever as Constituições sob as quais, mais tarde, se deve reger a Congregação dos Filhos do Seu Amor Misericordioso [...]. Isso me assustou muito, porque eu não sei o que devo escrever, nem o que fazer. Então, eu... comecei a chorar como uma criança e me senti angustiada [...], não porque eu não desejasse fazer o que o Bom Jesus me pedia, mas porque não sou capaz e estou certa de que não posso fazer nada de bom. Mas o Bom Jesus, paternalmente, como sempre, e com uma paciência inesgotável, me disse para cessar o sofrimento porque eu não deveria fazer outra coisa senão o que Ele mesmo me dirá, sem me preocupar do resultado."
A Congregação mal havia sido fundada e já em 15 setembro de 1951 acolhe mais um companheiro que se agrega aos primeiros três cofundadores: Don Gino Capponi, Cônego da Catedral de Todi, que em 30 de setembro de 1951 faz os seus votos como Filhos do Amor Misericordioso, na Capela da Cada Geral das Irmãs Servas do Amor Misericordioso, em Roma. E em outubro do mesmo ano chega mais um companheiro: o jovem Giovanni Ferrotti. Todavia, não obstante as muitas provações, o projeto ainda não estava concluído; a Madre sente uma  nova inspiração, sente que chegou o momento de dar vida a um ramo particularíssimo dentro da nova Congregação: os sacerdotes diocesanos consagrados como Filhos do Amor Misericordioso. Tal ramo, porém, ainda vai durar ceca de 53 anos, desde a fundação dos FAM, até alcançar a aprovação definitiva da Santa Sé. Em 29 de fevereiro de 1952 a Madre escreve: em seu diário:
"... O bom Jesus me disse que é hora de escrever o que se refere ao clero [diocesano] em Comunidade; e para me ajudar nesse trabalho Ele vai me enviar esta noite um dos melhores canonistas (pois grande será o trabalho e maior ainda será o bem espiritual para seu clero), e que eu não ter nenhuma ilusão, mas apenas escrever o que Ele me disser, sem me preocupar com o resultado, dispor-me a sofrer e ter fome de pertencer a Ele, a tal ponto de preencher-me de todos os seus bens."
Assim, o projeto de Madre Esperança atinge o seu objetivo maior quando a 08 de dezembro de 1954, na Capela dos Filhos do Amor Misericordioso de Fermo, emitem os votos religiosos os dois primeiros sacerdotes do clero secular (diocesanos): Don Luigi Leonardi e Don Lucio Marinozzi". Tendo concluído sua obra, após 90 anos de fecunda existência, Madre Esperança falece em Collevalenza em fevereiro de 1983 com fama de santidade, e em 31 de maio de 2014 é beatificada por Papa Francisco.

## História e trabalho
A Congregação foi fundada pela religiosa espanhola, Esperança de Jesus Alhama Valera, mais conhecida como Madre Esperança de Jesus (30 de setembro de 1893 - 8 de fevereiro de 1983),  em Roma, a 15 de agosto de 1951, quando os primeiros três religiosos Alfredo Di Penta, Don Giovanni Barbagli e Sanzio Supini fizeram a profissão dos votos religiosos de pobreza, obediência e castidade, nas mãos de Monsenhor Alfonso Maria De Sanctis, então bispo de Todi, durante missa na Capela da Casa Geral das Irmãs Servas do Amor Misericordioso, fundada pela Madre em 1930 na cidade de Madrid. Três dias depois, a 18 de agosto de 1951, o mesmo bispo - Mons. De Sanctis - acolhe Madre Esperança juntamente com os primeiros Filhos do Amor Misericordioso e algumas Servas do Amor Misericordioso que se transferiram para Collevalenza, região da Úmbria. Pouco depois forma também abertas casas em Matrice, em Fermo e, em 1963, em Lujua, na diocese de Bilbau.
Os Filhos do Amor Misericordioso foram elevados à Congregação pelo arcebispo Norberto Perini, da arquidiocese de Fermo, em 28 de julho de 1968. A Santa Sé aprovou com decreto em 12 de junho de 1983.

## Atividade
Os Filhos do Amor Misericordioso dedicam-se à assistência e à santificação do clero diocesano unindo seus religiosos aos padres diocesanos; dedicam-se também à caridade. Estão presentes no Brasil, Alemanha, Itália e Espanha; a Casa Geral está anexa ao Santuário do Amor Misericordioso, em Collevalenza (Província de Perugia). Em 31 de dezembro de 2005 a Congregação contava com 18 casas, 116 religiosos, 90 dos quais padres.

### Bispos
- Dom Domenico Cancian, bispo-emérito de Città di Castello
- Dom Armando Martín Gutiérrez, bispo de Bacabal